# Laloides tigris
Laloides tigris är en tvåvingeart som beskrevs av Tomasovic och Patrick Grootaert 2003. Laloides tigris ingår i släktet Laloides och familjen rovflugor.
Artens utbredningsområde är Thailand. Inga underarter finns listade i Catalogue of Life.